# 陈春平 (1970年)
陈春平（1970年1月—），湖南祁东人，汉族，中国共产党党员。中华人民共和国政治人物、第十三届全国人民代表大会宁夏回族自治区代表。

## 生平
1992年毕业于中国人民大学计划统计学院统计学专业，1995年取得中国人民大学贸易经济系贸易经济学专业硕士。曾任中华全国供销合作总社监事会办公室副主任科员、主任科员、副处级秘书，为时任中华全国供销合作总社监事会主任贺光辉的秘书。后调任财政部，且外放新疆任职。
2017年3月，任宁夏回族自治区财政厅厅长；2021年5月，任宁夏回族自治区人民政府副主席。2022年6月，当选为中共宁夏回族自治区党委常委，同时兼任自治区人民政府常务副主席、党组副书记。
2018年，陈春平被选为宁夏回族自治区出席第十三届全国人民代表大会代表。
2024年1月27日，因在宁夏银川烧烤店爆炸事故发生负有重要领导责任，陈春平被中央纪委处以党内严重警告处分。